# 대구광역시의 시장 목록

## 가
- 공항시장	대구광역시 동구 지저동
- 관문시장	대구광역시 남구 대명11동
- 교동시장	대구광역시 중구 동성로1가

## 나
- 남문시장	대구광역시 중구 남산1동
- 남부시장	대구광역시 남구 대명1동
- 능금시장	대구광역시 북구 칠성동1가

## 다
- 달서시장	대구광역시 달서구 본리동
- 대곡시장	대구광역시 달서구 도원동
- 대구삼성시장	대구광역시 북구 칠성동1가
- 대구청과시장	대구광역시 북구 칠성동1가
- 대동시장	대구광역시 달서구 상인2동
- 대명시장	대구광역시 남구 대명3동
- 대명중앙시장	대구광역시 남구 대명6동
- 도원시장	대구광역시 달서구 도원동
- 동구시장	대구광역시 동구 효목2동
- 동서시장	대구광역시 동구 신암5동
- 두류종합시장	대구광역시 달서구 성당동

## 마
- 명덕시장	대구광역시 남구 대명5동
- 매천시장 대구광역시 북구 매천동

## 바
- 방천시장	대구광역시 중구 대봉7동
- 방촌시장	대구광역시 동구 방촌동
- 번개시장	대구광역시 중구 태평로1가
- 봉덕신시장	대구광역시 남구 봉덕1동
- 불로전통시장	대구광역시 동구 불로동

## 사
- 서구시장	대구광역시 서구 평리3동
- 서부시장	대구광역시 서구 비산2·3동
- 서남시장	대구광역시 달서구 감삼동
- 서문시장	대구광역시 중구 대신동
- 서변중앙시장	대구광역시 북구 서변동
- 성당시장	대구광역시 남구 대명4동
- 송라시장	대구광역시 동구 신천2동
- 송현주공시장	대구광역시 달서구 송현동
- 수성현대시장	대구광역시 수성구 수성동1가
- 신기목련시장	대구광역시 동구 신기동
- 신매시장	대구광역시 수성구 신매동
- 신천시장	대구광역시 수성구 범어3동
- 신평리시장	대구광역시 서구 평리4동

## 아
- 약령시 대구광역시 중구 남성로
- 영선신시장	대구광역시 남구 대명동
- 와룡시장	대구광역시 달서구 신당동
- 원고개시장	대구광역시 서구 비산1동
- 원대신시장	대구광역시 서구 원대동
- 월배시장	대구광역시 달서구 진천동
- 월성청구시장	대구광역시 달서구 월성동
- 이현시장	대구광역시 서구 평리6동

## 자
- 중리시장	대구광역시 서구 평리5동
- 중앙시장	대구광역시 중구 모정동
- 지산목련시장	대구광역시 수성구 지산2동

## 차
- 청구시장       대구광역시 수성구 만촌동
- 칠곡시장    대구광역시 북구 읍내동
- 칠성시장	대구광역시 북구 칠성동1가
- 칠성원시장	대구광역시 북구 칠성동1가

## 타
- 태전중앙시장	대구광역시 북구 태전1동

## 파
- 팔달신시장	대구광역시 북구 노원동
- 팔달시장	대구광역시 북구 노원동
- 평화시장	대구광역시 동구 신암1동

## 하
- 현풍재래시장	대구광역시 달성군 현풍읍 원교리
- 황금시장	대구광역시 수성구 황금2동
- 효목시장	대구광역시 동구 효목1동